# Rodri (1934–2022)
Rodri, właśc. Francisco Rodríguez García (ur. 8 marca 1934 w Barcelonie, zm. 17 maja 2022) – hiszpański piłkarz, obrońca i trener piłkarski.

## Kariera klubowa
Rodri piłkarską karierę rozpoczął w drugoligowym klubie España Industrial w 1955. Rok później awansował do Primera División. España Industrial w 1956 zmieniła nazwę CD Condal. W lidze hiszpańskiej Primera División zadebiutował 9 września 1956 w przegranym 0-6 meczu z Realem Madryt. Condal zajęło 16., ostatnie miejsce i opuściło hiszpańską ekstraklasę. W 1958 powrócił do Barcelony, której jest wychowankiem. W Barcelonie występował do 1966, z krótką przerwą na wypożyczenie do trzecioligowego Gimnàsticu Tarragona. Ostatni raz zarówno w Barcelonie, jak i Primera División wystąpił 3 marca 1963 w wygranym 2-1 meczu z Realem Oviedo. Z Barceloną dwukrotnie zdobył mistrzostwo Hiszpanii w 1959 i 1960, Puchar Króla w 1959 i 1962 oraz Puchar Miast Targowych w 1960.

## Kariera reprezentacyjna
W 1962 uczestniczył w Mistrzostwach Świata. Na turnieju w Chile wystąpił w dwóch spotkaniach z Meksykiem (jego debiut w reprezentacji) oraz Brazylią. Ostatni raz w reprezentacji Rodri wystąpił 25 listopada 1962 w przegranym 1-3 meczu eliminacji Mistrzostw Europy z Rumunią. W 1962 wystąpił w reprezentacji w 4 spotkaniach.
| Mecze i gole w reprezentacji | Mecze i gole w reprezentacji | Mecze i gole w reprezentacji | Mecze i gole w reprezentacji | Mecze i gole w reprezentacji | Mecze i gole w reprezentacji | Mecze i gole w reprezentacji |
| #                            | Data                         | Miasto                       | Przeciwnik                   | Gol                          | Wynik                        | Rozgrywki                    |
| ---------------------------- | ---------------------------- | ---------------------------- | ---------------------------- | ---------------------------- | ---------------------------- | ---------------------------- |
| 1.                           | 03.06.1962                   | Viña del Mar                 | Meksyk                       |                              | 1:0                          | MŚ                           |
| 2.                           | 06.06.1962                   | Viña del Mar                 | Brazylia                     |                              | 1:2                          | MŚ                           |
| 3.                           | 01.11.1962                   | Madryt                       | Rumunia                      |                              | 6:0                          | el. ME                       |
| 3.                           | 25.11.1962                   | Bukareszt                    | Rumunia                      |                              | 1:3                          | el. ME                       |

## Kariera trenerska
Po zakończeniu kariery piłkarskiej Rodri został trenerem. Pracę trenerską rozpoczął szkoląc juniorów Barcelony. W latach 1969–1970 prowadził trzecioligowy CD Condal, który był wówczas rezerwami Barcelony. Po likwidacji Condal Rodri powrócił do Barcelony, gdzie przez 6 lat pełnił funkcję asystenta kolejnych trenerów. W latach 80. był trenerem juniorskiej reprezentacji Katalonii.